# Cartoon Network (Asie)
Pour les articles homonymes, voir Cartoon Network (homonymie).
Cartoon Network Asia est une chaîne de télévision par câble spécialisée dans la programmation de séries d'animation, dirigée par la société américaine Turner Broadcasting System. Cette version de la chaîne est initialement lancée en 1994, et diffusée depuis Singapore pour Hong Kong, Macao, l'Asie du Sud-Est (sauf les Philippines qui possède déjà à cette période sa propre version) et pour la Corée du Sud (avant que sa propre version ne soit également lancée).
En 2013, cette version de la chaîne atteint le plus grand nombre en matière d'audience par rapport aux autres versions internationales.

## Histoire
Cette version de la chaîne est lancée le 6 octobre 1994 en Asie du Sud-Est. Durant mi-1997, elle diffuse des émissions telles que Space Ghost Coast to Coast, Le Laboratoire de Dexter et The Moxy Show (en) ; cependant, la diffusion de The Moxy Show a été annulée.
En 2012, la société Turner lance Cartoon Network HD sur le continent, devenant ainsi la première chaîne de télévision pour enfants en haute définition sur ce continent. Fin 2013, la chaîne recense ses diffusions dans 27 territoires en 12 langues, et est la chaîne pour enfants la plus regardée en Inde, en Corée du Sud, au Pakistan, aux Philippines, à Singapour, à Taïwan et en Thaïlande. Ce sont des séries telles que Ben 10, Adventure Time, Le Monde Incroyable de Gumball et Regular Show qui remportent la palme de l'audience sur la chaîne. Les chaînes connexes dirigées par Turner — Boomerang, Toonami et Cartoonito sont également à l'origine de la popularité de la chaîne.

## Disponibilité
En janvier 2003, Cartoon Network Asie du Sud-Est est lancée en Corée du Sud après l'annulation d'un bloc Cartoon Network sur la chaîne locale Tooniverse. En 2006, JoongAng Ilbo et la société Turner s'associent afin de créer la version sud-coréenne de Cartoon Network. En Thaïlande, Cartoon Network Asie du Sud-Est est disponible par câble et satellite TrueVisions. En Indonésie, la chaîne est disponible sur Indovision, TelkomVision et First Media.

## Programmes

### Programmes actuels

#### Cartoon Network shows
- Craig of the Creek
- Jessica's Big Little World
- Adventure Time: Fionna and Cake
- Beast Boy: Lone Wolf
- Adventure Time
- Apple & Onion
- Chowder
- Clarence
- The Heroic Quest of the Valiant Prince Ivandoe
- Regular Show

#### Warner Bros. Animation
- Teen Titans Go!
- Tom and Jerry Special Shorts
- Gremlins: Secrets of the Mogwai
- Tiny Toons Looniversity
- My Adventures with Superman
- Jellystone!
- The Tom and Jerry Show
- Unikitty!

#### Other animated shows
- 50/50 Heroes
- Ninjago: Dragons Rising
- Boy Girl Dog Cat Mouse Cheese
- Grizzy & the Lemmings
- Hero Inside
- Karate Sheep
- Lego Dreamzzz
- Mechamato
- Maca & Roni
- Mini Beat Power Rockers

### Anime
- Beyblade X
- One Piece
- Naruto: Shippūden
- Mewkledreamy
- Puzzle & Dragons

### Cartoonito
- Bugs Bunny Builders
- Thomas and Friends: All Engines Go!
- Bea's Block
- Batwheels
- Shasha & Milo
- Tea Town Teddy Bears
- Hey Duggee

## Anciens programmes

### Cartoon Network shows
- Ben 10 (original series)
- Ben 10: Alien Force
- Ben 10: Ultimate Alien
- Camp Lazlo
- Class of 3000
- Codename: Kids Next Door
- Courage the Cowardly Dog
- Cow and Chicken
- Dexter's Laboratory
- Ed, Edd n Eddy
- Elliott from Earth
- Evil Con Carne
- Foster's Home for Imaginary Friends
- Generator Rex
- The Grim Adventures of Billy & Mandy
- Hero: 108
- Hi Hi Puffy AmiYumi
- I Am Weasel
- Infinity Train
- Johnny Bravo
- Lamput
- The Life and Times of Juniper Lee
- Mansour
- Mao Mao: Heroes of Pure Heart
- Monster Beach
- The Marvelous Misadventures of Flapjack (2011)
- Megas XLR
- Mike, Lu & Og
- My Gym Partner's a Monkey
- Out of Jimmy's Head
- OK K.O.! Let's Be Heroes
- The Powerpuff Girls (original series)
- The Powerpuff Girls (2016 series)
- Robotboy
- Samurai Jack
- The Secret Saturdays
- Sheep in the Big City
- Squirrel Boy
- Steven Universe
- Time Squad
- Uncle Grandpa
- Unlimited Squirrels!

### Hanna-Barbera shows
- 2 Stupid Dogs
- The Addams Family  (1973 animated series)
- The Addams Family  (1992 animated series)
- Atom Ant
- Dastardly and Muttley in Their Flying Machines
- Droopy, Master Detective
- The Dukes
- Dumb & Dumber
- The Flintstones
- Goober and the Ghost Chasers
- Heathcliff and Marmaduke
- Help!... It's the Hair Bear Bunch!
- Hong Kong Phooey
- Inch High Private Eye
- Jabberjaw
- The Jetsons
- Jonny Quest
- Josie and the Pussycats
- Lippy the Lion & Hardy Har Har
- The Magilla Gorilla Show
- Monchhichi
- The New Adventures of Captain Planet
- The New Adventures of Jonny Quest
- The New Scooby and Scrappy-Doo Show
- The New Scooby-Doo Movies
- The New Scooby-Doo Mysteries
- The New Yogi Bear Show
- The Perils of Penelope Pitstop
- A Pup Named Scooby-Doo
- Scooby-Doo and Scrappy-Doo
- The Scooby-Doo Show
- Scooby-Doo, Where Are You!
- The Smurfs
- Super Friends
- Tom and Jerry Kids
- Top Cat
- Yogi Bear
- The Yogi Bear Show
- Yogi's Space Race
- Yogi's Treasure Hunt

### Warner Bros. Animation
- Animaniacs (1993)
- Animaniacs  (2020)
- Baby Looney Tunes
- Be Cool, Scooby-Doo!
- The Batman
- Batman: The Animated Series
- Batman of The Future
- Bugs! A Looney Tunes Prod.
- Dorothy and the Wizard of Oz
- The Fungies!
- Histeria!
- Justice League
- Legion of Super Heroes
- Loonatics Unleashed
- Looney Tunes
- The Looney Tunes Show
- Merrie Melodies
- Mucha Lucha!
- Pinky and the Brain
- Pinky, Elmyra And the Brain
- Scooby-Doo! Mystery Incorporated
- Static Shock
- Superman: The Animated Series
- Sylvester and Tweety Mysteries
- Taz-Mania!
- Teen Titans
- ThunderCats Roar
- Tiny Toon Adventures
- Tom and Jerry Tales
- Unikitty!
- What's New Scooby-Doo?
- Xiaolin Showdown

### Other animated shows
- A Kind of Magic
- Abominable and the Invisible City
- The Adventures of Tintin
- Angel's Friends
- Angelina Ballerina
- Around the World with Willy Fog
- The Baskervilles
- Batman Beyond
- Beetlejuice
- Bimble's Bucket
- Bob the Builder
- Boo!
- Bratz
- Caillou
- Chop Socky Chooks
- Cloudy with a Chance of Meatballs
- Connie the Cow
- Corneil And Bernie: Watch My Chops
- Chuck's Choice
- Crocadoo
- Dex Hamilton: Alien Entomologist
- Exchange Student Zero
- Fantaghirò
- Fantastic Four: World's Greatest Heroes
- Gadget Boy and Heather
- Garfield and Friends
- The Garfield Show
- Gerald McBoing-Boing!
- Geronimo Stilton
- Gormiti
- Gormiti Nature Unleashed
- Grisù il Draghetto
- Harry and His Bucket Full of Dinosaurs
- Jakers! The Adventures of Piggley Winks
- Johnny Test
- Kingdom Force
- The Last Reservation
- Legends of Chima
- Legion of Super Heroes
- LEGO Friends: The Next Chapter
- Lego Nexo Knights
- Maggie and the Ferocious Beast
- Marsupilami
- Ninjago
- Miraculous: Tales of Ladybug & Cat Noir
- Mona the Vampire
- Monster High
- Ned's Newt
- Ninja Turtles: The Next Mutation
- Nouky And Friends
- Oggy and the Cockroaches
- Ollie's Pack
- Once Upon a Time... Life
- Masters of the Universe: Revolution
- Paddle Pop Magilika
- Pattumeros
- Alien Bazar
- Pink Panther and Pals
- Pippi Longstocking
- Pirates Family
- Police Academy - The Animated Series
- Potatoes and Dragons
- Power Players
- Powerbirds
- Puppy in My Pocket: Adventures in Pocketville
- Rat-A-Tat
- The Return of Shadow Master
- Rubbadubbers
- Running Man
- The Save-Ums
- Shaun the Sheep
- Sitting Ducks
- Skunk Fu!
- Sonic Underground
- Star Wars: The Clone Wars
- Supernoobs
- Sagwa, the Chinese Siamese Cat
- Talking Tom & Friends
- Talking Tom Heroes
- Teenage Mutant Ninja Turtles
- Titeuf
- Tom and Jerry
- Total DramaRama
- Totally Spies!
- Transformers: Cyberverse
- Transformers: Prime
- Transformers: Robots in Disguise
- Triple Z
- TURBO F.A.S.T.
- Virus Attack
- Wakfu - The Animated Series
- Will and Dewitt
- Woody Woodpecker
- Zig & Sharko

### Anime
- A Little Snow Fairy Sugar
- Ai Shite Knight
- Anne of Green Gables
- Attacker You!
- Bakugan Battle Brawlers
- Bakugan: Gundalian Invaders
- Bakusō Kyōdai Let's & Go!!
- Battle B-Daman
- Belle And Sebastian
- Beyblade Burst Surge
- Beyblade: Metal Fury
- Beyblade: Metal Fusion
- Beyblade
- Beywheelz
- Blue Dragon
- Captain Tsubasa (also known as Flash Kicker)
- Cat's Eye: The Anime
- Crayon Shin-chan
- Creamy Mami, the Magic Angel
- Dinosaur King
- Doraemon
- New Doraemon
- Dr. Slump - The Animated Series
- Hamtaro
- The Flower Child Lunlun
- Happy Lucky Bikkuriman
- Heidi, Girl of the Alps
- Hello Kitty's Paradise
- Hello Kitty: Apple Forest And The Parallel Town
- Hikari no Densetsu
- Hunter x Hunter
- Jewelpet
- Jungle Book Shōnen Mowgli
- Kaiketsu Zorro
- Kimagure Orange Road
- Kimba the White Lion
- Kirarin Revolution
- Lalabel, The Magical Girl
- Little Memole
- Little Pollon
- Little Women - The Animated Series
- Love Flops
- Love Live! Nijigaski High School Idol Club
- Magical DoReMi
- Magical DoReMi - OAV - 13 Episodes
- Magical Emi, the Magic Star
- Magical Princess Minky Momo
- Mermaid Melody Pichi Pichi Pitch
- Mirmo!
- Monchhichi - The Animated Series
- Mushiking: King of the Beetles
- Nanako SOS
- Nobody's Boy: Remi
- Good Morning! Spank
- Pokémon (All Pokémon series until Pokémon Sun and Moon)
- Princess Comet
- Record of Ragnarok
- School Rumble
- Sgt. Frog
- Sugar Sugar Rune
- The Adventures of Hutch the Honeybee
- Tokyo Mew Mew
- Touch
- Whistle!
- Yu-Gi-Oh!
- Yu-Gi-Oh! 5D's
- Yu-Gi-Oh! Capsule Monsters
- Yu-Gi-Oh! GX
- Zoids

### Cartoonito
- The Chicken Squad
- Dino Ranch
- Fireman Sam
- Lucas the Spider
- Spidey and His Amazing Friends

### Live-action shows
- Chica Vampiro
- Dance Academy
- Every Witch Way
- Doctor Who
- Floricienta
- Hunter Street
- I Capatosta
- Isa TKM
- K.C. Undercover
- niní
- Power Rangers Dino Charge
- Power Rangers Super Dino Charge
- Pup Academy
- Selfie Show
- Supertorpe
- Yo soy Franky

## Disponibilité

### Chine
En Chine, Cartoon Network Asia est disponible sur un satellite depuis le 6 octobre 1994. Diffusion depuis Singapour en chinois standard et cantonais (pour Chine du Sud), Cartoon Network Asia est devenue la première chaîne pour enfants détenue par des étrangers en Chine continentale. Il était également disponible sur divers systèmes de télévision par câble à travers la Chine depuis le lancement de la chaîne le 6 octobre 1994 jusqu'au début de 2000, date à laquelle il a été interdit pour, selon un responsable de la SARFT, violant « les règles chinoises pertinentes ". Au moment de l'interdiction, la chaîne avait une portée estimée à 100 000 abonnés CATV. Malgré l'interdiction, Cartoon Network Asia est toujours disponible sur divers systèmes CATV à travers la Chine continentale, y compris Pékin, Shanghai, Guangzhou et Shenzhen.

### Hong Kong et Macao
À Hong Kong, CN SEA a été diffusé sur now TV et Cable TV Hong Kong. À Macao, il a été diffusé sur Macao Cable TV. Il est diffusé en anglais avec cantonais et mandarin.

### Taïwan
En Taiwan, Cartoon Network a été lancé le 1er janvier 1995, il est diffusé en mandarin avec une piste en anglais.

### Corée du Sud
- Cartoon Network (Corée du Sud)

En janvier 2003, CN SEA a été lancé en Corée du Sud après l'arrêt d'un bloc Cartoon Network sur Tooniverse. Cependant, la chaîne n'a pas pu insérer de pistes audio coréennes dans les émissions car les chaînes non sud-coréennes ne sont pas légalement autorisées à le faire. En 2006, JoongAng Ilbo et la société Turner ont créé une coentreprise pour lancer une version sud-coréenne distincte de Cartoon Network et a été lancée en novembre de la même année.

### Japon
- Cartoon Network (Japon)

En 1995, Cartoon Network Asia a été lancé sur divers systèmes CATV à travers le Japon avec TNT Asia, STAR TV et de nombreux d'autres chaînes de télévision par satellite appartenant à des étrangers en Asie. En 1997, la société Turner a créé une coentreprise pour lancer une version japonaise distincte de Cartoon Network et a été lancée en septembre de la même année.

### Thaïlande
En Thaïlande, CN SEA est disponible via les réseaux TrueVisions câble et satellite; TrueVisions inclut CN SEA dans ses forfaits Or et Platine. CN SEA est proposé en tant que flux partagé entre Singapour et la Thaïlande, car leurs fuseaux horaires ne sont séparés que d'une heure.
À partir de 2009, une piste audio thaïlandaise pour les promotions et les publicités a été introduite aux côtés d'un site Web thaïlandais officiel.
En février 2018, Cartoon Network et CNN International ont été mis à disposition sur AIS Play. Pendant ce temps, Cartoon Network dispose de 2 fournisseurs de services payants en Thaïlande (AIS Play et TrueVisions) ainsi que CNN et Warner TV.

### Indonésie
En Indonésie, CN SEA est disponible sur les packages First Media Gold et Platinum, les packages BiG TV (affilié à First Media) Gold et Platinum, MNC Vision Platinum Packages (anciennement Indovision), les packages TransVision Platinum (anciennement TelkomVision). et le package complémentaire Indikids sur IndiHome.

### Philippines
- Cartoon Network (Philippines)

Aux Philippines, il avait le même flux que CN SEA en HD mais avec des publicités locales pendant les pauses.

### Vietnam
CN SEA était autrefois disponible en anglais au Vietnam, mais en avril 2014, un flux localisé a été lancé. Le line-up est identique à la version sud-est asiatique, mais les promos sont entièrement en vietnamien (De plus, la programmation originale est doublée ou a une voix off vietnamienne), et les titres locaux de les dessins animés sont affichés à l'écran, juste à côté du logo de Cartoon Network. Le flux vietnamien est disponible sur VTC Digital, SCTV, Hanoi Radio-Television (HCATV) et Vietnam Television (VTVcab). À partir de décembre 2016, une piste audio vietnamienne pour les promotions et les publicités a été introduite.
Une publicité vietnamienne ou des promotions d'une autre chaîne (comme Warner TV) peuvent apparaître lors de la diffusion de promotions.

### Malaisie et Brunei
La première société de radiodiffusion malaisienne à diffuser CN SEA était Astro filiales de Measat Broadcasting Systems Sdn Bhd. Cartoon Network a été lancé depuis Astro sur le canal 616 en Malaisie et Brunei (Kristal-Astro) le 31 août 2006 en Malaisie et Brunei.

### Sri Lanka
Au Sri Lanka, il est disponible sur PEO TV. Dialog TV avait l'habitude de transporter le flux SEA, mais il transporte maintenant le Cartoon Network India HD + en flux SD à la place.